# Attention (Omah Lay e Justin Bieber)
Attention è un singolo del cantante nigeriano Omah Lay e del cantante canadese Justin Bieber, pubblicato il 4 marzo 2022 tramite le etichette Sire Records e KeyQaad come secondo estratto dall'album di debutto di Lay, Boy Alone.

## Antefatti
Lay si trovava in studio con il produttore discografico Harv a Los Angeles; quando ha sentito la parte strumentale della canzone, ha scritto i primi versi del brano. Harv chiamò Bieber tramite FaceTime e gli fece ascoltare la canzone e Bieber contribuì con alcune parti. Lay sentì che la parte più facile del collaborare con Bieber era la facilità con cui si riusciva a lavorare, e che non si sarebbe mai aspettato fosse così facile.

## Video musicale
Il video ufficiale, diretto da Colin Tilley, è stato pubblicato tramite una première sul canale YouTube di Bieber il 4 marzo. Il video vede Bieber e Lay attorno ad un fuoco e circondati da donne mentre cantano il singolo.

## Formazione
- Omah Lay – voce, testi
- Justin Bieber – voce, testi
- Avedon – produzione, testi, bassi, tastiera, batteria
- Harv – produzione, testi
- Felisha King-Harvey – testi
- Josh Gudwin – mixing, produzione vocale, engineering vocale
- Heidi Wang – assistenza al mixing
- Colin Leonard – mastering
- Mark Parfitt – engineering vocale
- Denis Kosiak – engineering e engineering aggiuntivo

## Classifiche
| Classifica (2022)       | Posizione massima |
| ----------------------- | ----------------- |
| Canada                  | 45                |
| Mondo                   | 74                |
| Irlanda                 | 78                |
| Giappone                | 17                |
| Paesi Bassi             | 62                |
| Nuova Zelanda           | 9                 |
| Portogallo              | 158               |
| Sudafrica               | 91                |
| Svezia                  | 87                |
| Svizzera                | 49                |
| Regno Unito             | 76                |
| Stati Uniti (Afrobeats) | 4                 |